# Леонтьево (Вяземский район)
Леонтьево— деревня в Смоленской области России, в Вяземском районе. Население — 2 жителя (2007). Расположена в восточной части области в 21 км к северо-востоку от Вязьмы, в 8 км к северу от железнодорожной станции Мещёрская на линии Москва — Минск, в 10 км к востоку от станции Касня на железнодорожной ветке Вязьма — Ржев, на левом берегу реки Касня.
Входит в состав Мещёрского сельского поселения.

## История
В 1764 году деревня стала селом, помещиками Головиными была построена каменная церковь Преображения Господня. В 1979 году церковь была закрыта, ценности вывезены в Вяземский собор. В настоящее время храм разграблен.

## Известные люди
Василий Иванович Иванов (1901—1940) — красноармеец РККА, Герой Советского Союза.

## Достопримечательности
- Памятник архитектуры Преображенская церковь, 1764 год.  Возведена на деньги помещиков Головиных в архитектурной традиции нарышкинского барокко[2].